# Nördliche Haarschwanzfledermaus
Die Nördliche Haarschwanzfledermaus (Lasiurus intermedius) ist eine Fledermausart aus der Familie der Glattnasen (Vespertilionidae), die in Nord- und Zentralamerika beheimatet ist.

## Beschreibung
DieNördliche Haarschwanzfledermaus unterscheidet sich von der sympatrisch vorkommenden Schwesterart Lasiurus ega durch ihre größere Größe. Lasiurus intermedius hat eine durchschnittliche Gesamtlänge von 126,8 mm und eine Unterarmlänge von 48,1 mm. Das Fell ist gelb-orange bis hellbraun und mit einer Länge von bis zu 12 mm länger als das der Roten Fledermaus (Lasiurus borealis) oder der Eisgrauen Fledermaus (Lasiurus cinereus). Die Flughaut, Gesicht und Ohren sind braun.

## Lebensweise
Die Nördliche Haarschwanzfledermaus ist wie die meisten Fledermäuse nachtaktiv und ernährt sich von Insekten. Sie gilt als Einzelgänger. Die Weibchen bringen zwischen Mai und Juni jeweils 2–4 Jungtiere zur Welt. Über die Lebensweise ist relativ wenig bekannt, außer dass die Art an bewaldete Gebiete gebunden scheint. Lasiurus intermedius ist wahrscheinlich wie die meisten Roten Fledermäuse in den gemäßigten Breiten eine migrierende Fledermausart, die im Herbst in wärmere Regionen zieht, jedoch optional auch im ursprünglichen Gebiet Winterschlaf halten kann.

## Verbreitung
Die Nördliche Haarschwanzfledermaus kommt von den südöstlichen Vereinigten Staaten bis Honduras und mit Einzelnachweisen in Costa Rica vor. Die IUCN schätzt die Art dank ihrer weiten Verbreitung und ihres Vorkommens in geschützten Gebieten als ungefährdet ein.